# واتسواف شرپینسکی
واتسواف شرپینسکی (Polish: [ˈvat͡swaf fraɲˈt̠͡ɕiʂɛk ɕɛrˈpʲiɲskʲi] () Null) (۱۴ مارس ۱۸۸۲–۲۱ اکتبر ۱۹۶۹) ریاضیدان لهستانی بود. شهرت وی به خاطر کار بر روی نظریه مجموعه‌ها (تحقیق در مورد اصل موضوع انتخاب و فرضیه پیوستار)، نظریه اعداد، نظریه توابع و توپولوژی است. او بیش از ۷۰۰ مقاله و ۵۰ کتاب منتشر کرده‌است.
سه فراکتال مشهور به نام وی نامگذاری شده‌اند (مثلث شرپینسکی، قالی شرپینسکی و منحنی شرپینسکی)، همچنین اعداد شرپینسکی نیز به نام او نام گذاری شده‌است.

## سوابق تحصیلی
شرپینسکی در سال ۱۸۹۹ در دپارتمان ریاضیات و فیزیک در دانشگاه ورشو ثبت نام کرد و چهار سال بعد فارغ‌التحصیل شد.
او پس از فارغ‌التحصیلی در سال ۱۹۰۴ به عنوان معلم ریاضیات و فیزیک در ورشو مشغول به کار شد. با این حال، هنگامی که مدرسه به دلیل اعتصاب تعطیل شد، شرپینسکی تصمیم گرفت برای گرفتن دکترا به کراکوف برود. او در دانشگاه یاگیلونیا در سخنرانی‌های استانیسلاو زارمبا در مورد ریاضیات شرکت می‌کرد. او همچنین نجوم و فلسفه را نیز فراگرفت.

## زندگی

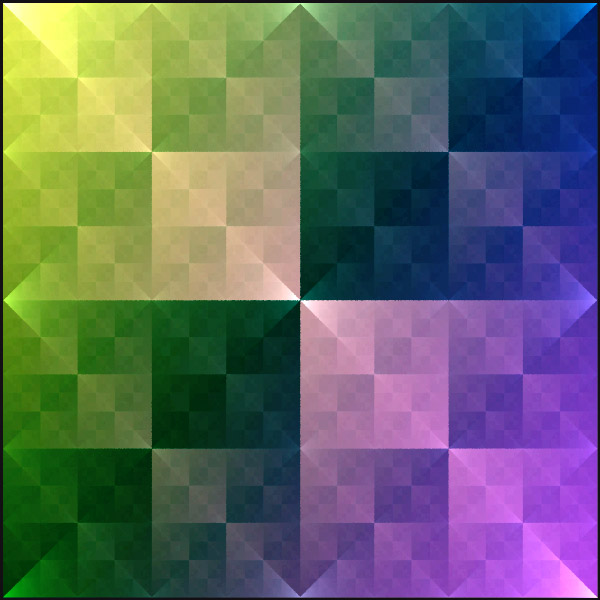
فراکتال مربع شرپینسکی

در سال ۱۹۰۷ شرپینسکی دربارهٔ کشفی که دربارهٔ مورد جالب توجهی از نظریه مجموعه‌ها کرده بود، نامه‌ای به تاده اوش باناخه ویچ در گوتینگن نوشت در این زمان یکی از موضوعاتی که شرپینسکی را به خود مشغول کرده بود نظریهٔ مجموعه‌ها بود. اولین اثر شرپینسکی دربارهٔ نظریهٔ مجموعه‌ها در سال ۱۹۰۸ با عنوان «دربارهٔ یک قضیه کانتور» چاپ شد. شرپینسکی در این اثر مستقل از کانتور قضیه‌ای را ثابت کرد که می‌گفت استقرار نقاط بر صفحه را می‌توان به وسیلهٔ یک عدد حقیقی معین کرد. از این قضیه می‌توان ثابت کرد که مجموعهٔ نقاط خط و صفحه هم‌ارزند.

## همچنین ببینید
- اسفنج منگر
- مثلث شرپینسکی
- دهانه ماه شرپینسکی